# Olivette Otele

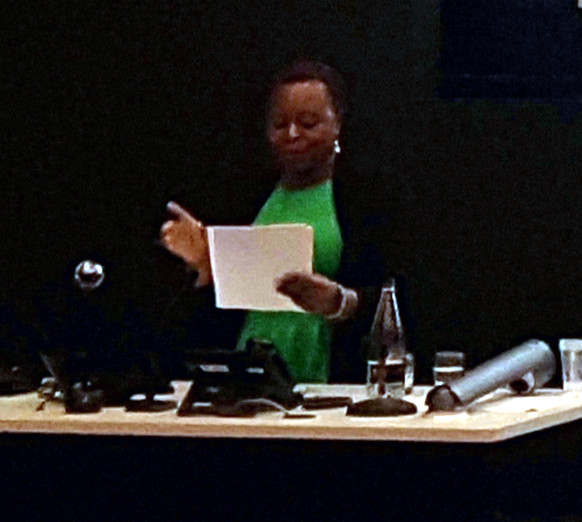
Olivette Otele, Juni 2019

Olivette Otele (* 1970 in Yaoundé, Kamerun) ist Professorin für die Geschichte der Sklaverei an der University of Bristol. Zuvor hatte sie eine Professur an der Bath Spa University inne. Sie war 2018 die erste Woman of color in einer solchen Position in Großbritannien. Otele bekleidet auch das Amt der Vizepräsidentin der Royal Historical Society. Ihre Forschungsschwerpunkte sind die Verbindung von Geschichte, Erinnerung und Geopolitik in den französisch-britischen Beziehungen der Kolonialzeit und die Geschichte der Sklaverei. Otele wurde in die Liste der 100 einflussreichsten und inspirierendsten Frauen der BBC für das Jahr 2018 aufgenommen.

## Kindheit und Ausbildung
Olivette Otele wurde 1970 in Kamerun geboren und wuchs in Paris auf. Sie studierte an der Sorbonne und spezialisierte sich auf die koloniale und postkoloniale Geschichte Europas. 1998 erwarb sie ihren Bachelor of Arts in Literatur und 2000 den Master of Arts in britischer und amerikanischer Literatur und Geschichte. 2002 legte sie erfolgreich die Prüfungen zum Diplôme d’études approfondies an der Sorbonne ab.
2005 folgte die Promotion. In ihrer Doktorarbeit Mémoire et politique: l'enrichissement de Bristol par le commerce triangulaire, objet de polémique. beschäftigte sie sich mit der Rolle von Bristol im transatlantischen Sklavenhandel.
Otele wurde besonders von dem kongolesischen Historiker Elikia M'Bokolo beeinflusst. Zu ihren Vorbildern gehören außerdem die afroamerikanische Historikerin und Aktivistin Anna Julia Cooper sowie im Weiteren W.E.B. Du Bois, Joseph Ki-Zerbo, Cheikh Anta Diop, Audre Lorde, Toyin Falola, Michel Foucault, Theophile Obenga, Achille Mbembe, Françoise Vergès, Ibrahima Thioub und Myriam Cottias. Auch Königin Nzinga von Ndongo und Matamba, die im 17. Jahrhundert in Angola lebte, hat sie inspiriert.

## Beruflicher Werdegang
Vor ihrer Professur war Otele Privatdozentin an der Universität Paris-Nord. 2018, mit 48 Jahren, wurde sie auf einen Lehrstuhl an der Bath Spa Universität berufen und erhielt damit die erste Professur für Geschichte in Großbritannien, die von einer Woman of color bekleidet wird. Otele, die Mutter von zwei Kindern ist, ist der Meinung, dass es mit ihrer Karriere teilweise deshalb so langsam vorwärts ging, weil das universitäre System sowohl Mütter als auch Persons of color diskriminiert. 2020 trat sie die erste Professur für die Geschichte der Sklaverei an der University of Bristol an, wo sie sich in einem Forschungsprojekt den Verbindungen zwischen dem transatlantischen Sklavenhandel und der Geschichte der University of Bristol widmen wird.
Ihr Forschungsschwerpunkt liegt in der Erforschung staatenübergreifender Geschichte. Hierbei legt sie ihr Interesse vor allem auf die Verbindung von Geschichte, kollektivem Gedächtnis und Geopolitik mit Bezug auf die britische und französische koloniale Vergangenheit. Sie analysiert, wie Großbritannien und Frankreich in der Erinnerungskultur mit den Bereichen Staatsbürgerschaft, Rasse und Identität umgegangen sind. Außerdem fragt sie nach dem Wert von Gesten im öffentlichen Raum, der Bedeutung von Public History und den Auswirkungen des kulturellen Gedächtnisses.

## Ehrungen und Auszeichnungen
- Liste der 100 Frauen der BBC[12]

## Mitgliedschaften
- Royal Historical Society
- The British Society for the Eighteenth-Century Studies, Mitglied des geschäftsführenden Vorstands
- Historians Against Slavery, Mitglied im Vorstand
- Association for Cultural Studies
- Centre international de recherches sur les esclavages

## Publikationen

### Monografien
- Histoire de l'esclavage britannique : des origines de la traite transatlantique aux premisses de la colonisation. M. Houdiard, Paris 2008, ISBN 978-2-912673-90-9.
- African Europeans: An Untold History. Hurst, London 2020, ISBN 978-1-78738-191-9.
  - Afrikanische Europäer: Eine unerzählte Geschichte, übersetzt von Yasemin Dincer. Wagenbach Verlag, Berlin 2022, ISBN 978-3-8031-3712-8

### Herausgeberschaft
- mit Luisa Gandolfo und Yoav Galai (Hrsg.): Post-Conflict Memorialization: Missing Memorials, Absent Bodies. Palgrave-MacMillan, Cham 2020, ISBN 978-3-030-54886-5.

### Artikel (Auswahl)
- Within and outside Western feminism and grand narratives: Cameroonian women’s sites of resistance, in: M.Piquet (Hrsg.): Nationalism(s), Post-nationalism(s): Centre de Recherche Interdisciplinaire, Paris, Presses de Paris-Dauphine 2008, S. 119–129
- Religion and Slavery: a Powerful Weapon for Pro-slavery and Abolitionist Campaigners, in: M. Prum, F. Le Jeune (Hrsg.): Le Debat sur l'abolition de l'esclavage en Grande Bretagne, 1787-1840, Paris, Editions Ellipses 2008, S. 89–102
- Liverpool dans la traite transatlantique: Imperatifs et pratiques des peres de la cite, in: Saunier (Hrsg.): Villes portuaires du commerce triangulaire à l'abolition de l'esclavage.  Cahiers de l'histoire et des mémoires de la traite négrière, de l'esclavage et de leurs abolitions en Normandie, 1, Cléon, Routes du philanthrope 2009, S. 57–70
- Dependance, pouvoir et identite ou les ambiguites de la ‘camerounicite‘, in: G. Makhili (Hrsg.): 50 ans après, quelle indépendance pour l'Afrique?, Paris, Philippe Rey 2010, S. 467–482, ISBN 978-2-84876-156-5.
- Resisting imperial governance in Canada: from trade and religious kinship to black narrative pedagogy in Ontario, The Promised Land: History and Historiography of the Black Experience in Chatham-Kent's Settlements and Beyond Toronto, University of Toronto Press 2014, ISBN 978-1-4426-4717-6.
- History of Slavery, Sites of Memory, and Identity Politics in Contemporary Britain, in: A Stain on our Past: Slavery and Memory. Trenton, Africa World Press 2017, S. 189–210, ISBN 978-1-56902-580-2.
- Liberté, égalité, fraternité: debunking the myth of egalitarianism in French education, in J. Cupples, R. Grosfoguel (Hrsg.): Unsettling Eurocentrism in the Westernized University, London, Routledge 2018.
- Colston: what can Britain learn from France? In: R. Chantiluke, B. Kwoba, A. Nkopo (Hrsg.): Rhodes Must Fall: the struggle to decolonise the racist heart of empire. Verfasst vom Rhodes Must Fall Movement, Oxford. Zed Books, London 2018, ISBN 978-1-78699-390-8